# NeXTstation

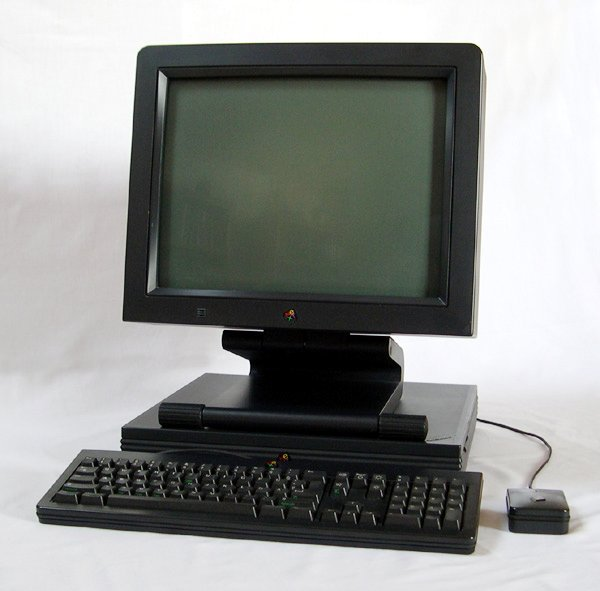
NeXTstation

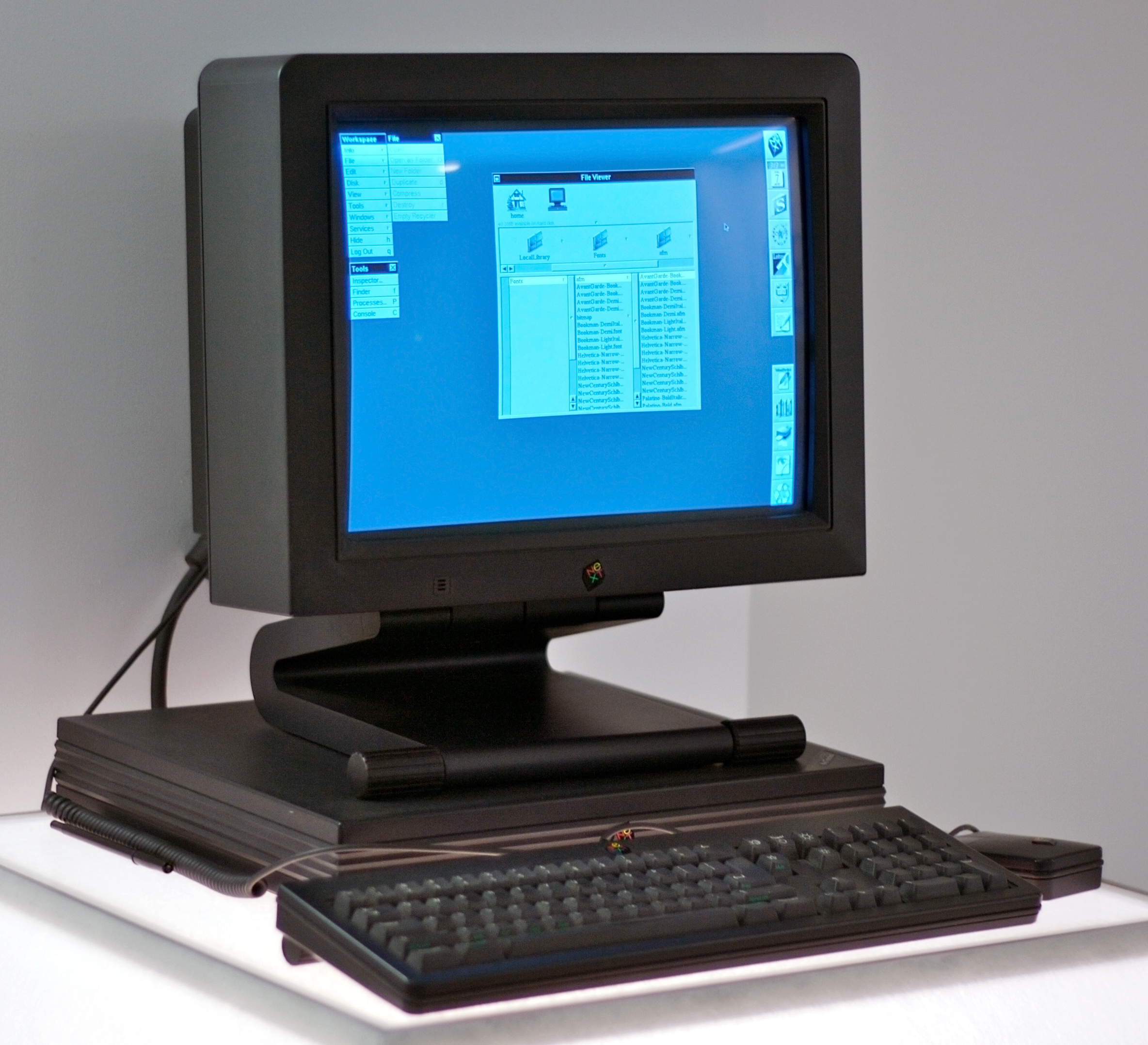
Eingeschaltete NeXTstation

Die NeXTstation war ein Computer des Herstellers NeXT Computer, Inc. der 1990 vorgestellt wurde und die Nachfolge des NeXTcube antrat. Wie auch sein Vorgänger war die NeXTstation eine High-End-Workstation mit einer 32-Bit-Architektur. Der Computer wurde in der Zeit von 1990 bis 1993 von NeXT entwickelt, hergestellt und verkauft. Die NeXTstation verfügte über einen Motorola-68040-Prozessor mit 25 MHz in der normalen oder 33 MHz in der Turbo-Variante. Die beiden Gerätevarianten verfügten standardmäßig über Schwarzweiß-Grafik, es gab jedoch auch die Möglichkeit, die Geräte mit Farbgrafik (als Color-Modell) zu bekommen, somit gab es insgesamt vier Modellvarianten. Des Weiteren verfügten alle Modelle über 8 MB Arbeitsspeicher, der auf bis zu 32 MB ausgebaut werden konnte (bzw. 128 MB in der Turbo-Variante), eine SCSI-Festplatte mit einer Kapazität von 105 MB sowie ein Diskettenlaufwerk und einen Ethernetanschluss (10BASE-T und 10BASE2).
Die normale Monochromversion der NeXTstation kostete bei Erscheinen, mit 17-Zoll-Monitor, etwa 10.000 DM (nach heutiger Kaufkraft ca. 10.200 US-Dollar) bzw. 4.995 Euro.
Ausgeliefert wurde die NeXTstation mit NeXTStep 2.0; es liefen jedoch auch die späteren Versionen wie 3.0 oder 3.3 problemlos darauf. Auch der NeXTStep-Nachfolger OPENSTEP lief bis Version 4.2 auf der NeXTstation. Als Alternative kann auf der NeXTstation auch NetBSD installiert werden.
Bekanntheit erlangte die NeXTstation dadurch, dass John Carmack auf einer Color-Variante („NeXT ColorStation“) das PC-Spiel DOOM entwickelte.